# 12482 Pajka
12482 Pajka (1997 FG1) là một tiểu hành tinh vành đai chính được phát hiện ngày 23 tháng 3 năm 1997 bởi Adrián Galád và Alexander Pravda ở Đài thiên văn Modra.